# Rudra geniculata
Rudra geniculata är en spindelart som beskrevs av George William Peckham och Elizabeth Maria Gifford Peckham 1885. Rudra geniculata ingår i släktet Rudra och familjen hoppspindlar. Inga underarter finns listade i Catalogue of Life.